# Cylindropuntia ganderi
Cylindropuntia ganderi, conocida comúnmente como cholla de Gander, es una especie de planta suculenta perteneciente al género Cylindropuntia, dentro de la familia Cactaceae. Se distribuye desde el noroeste de México (concretamente en el estado de Baja California) hasta el suroeste de California (Estados Unidos).

## Descripción
Cylindropuntia ganderi es una especie de cactus que crece como un arbusto densamente ramificado desde la base. Presenta ramas que siempre se curvan hacia arriba y alcanza alturas de 0,5 a 1,5 m. Los tallos son erectos, articulados y están formados por segmentos firmemente adheridos. Cada uno de ellos mide de 5 a 20 cm de largo y de 1,7 a 4,5 cm de diámetro. Tienen forma cilíndrica y presentan tubérculos que se fusionan, dando el aspecto de nervaduras o costillas.
Sobre los tallos se asientan areolas elípticas lanudas que aunque inicialmente son de color amarillo a tostado, con el tiempo se tornan grises. Poseen gloquidios de color amarillo a óxido de 0,5 a 6 mm de largo. También tienen de 11 a 28 espinas presentes en casi todas las areolas y ocultan un poco los tallos. Están cubiertas por una vaina epidérmica suelta de color blanco a amarillo que parece de papel. Son de sección transversal extendida, erguida, circular o aplanada y miden de 2 a 3,5 cm de largo. Son de color crema a amarillo o marrón ligeramente anaranjado.

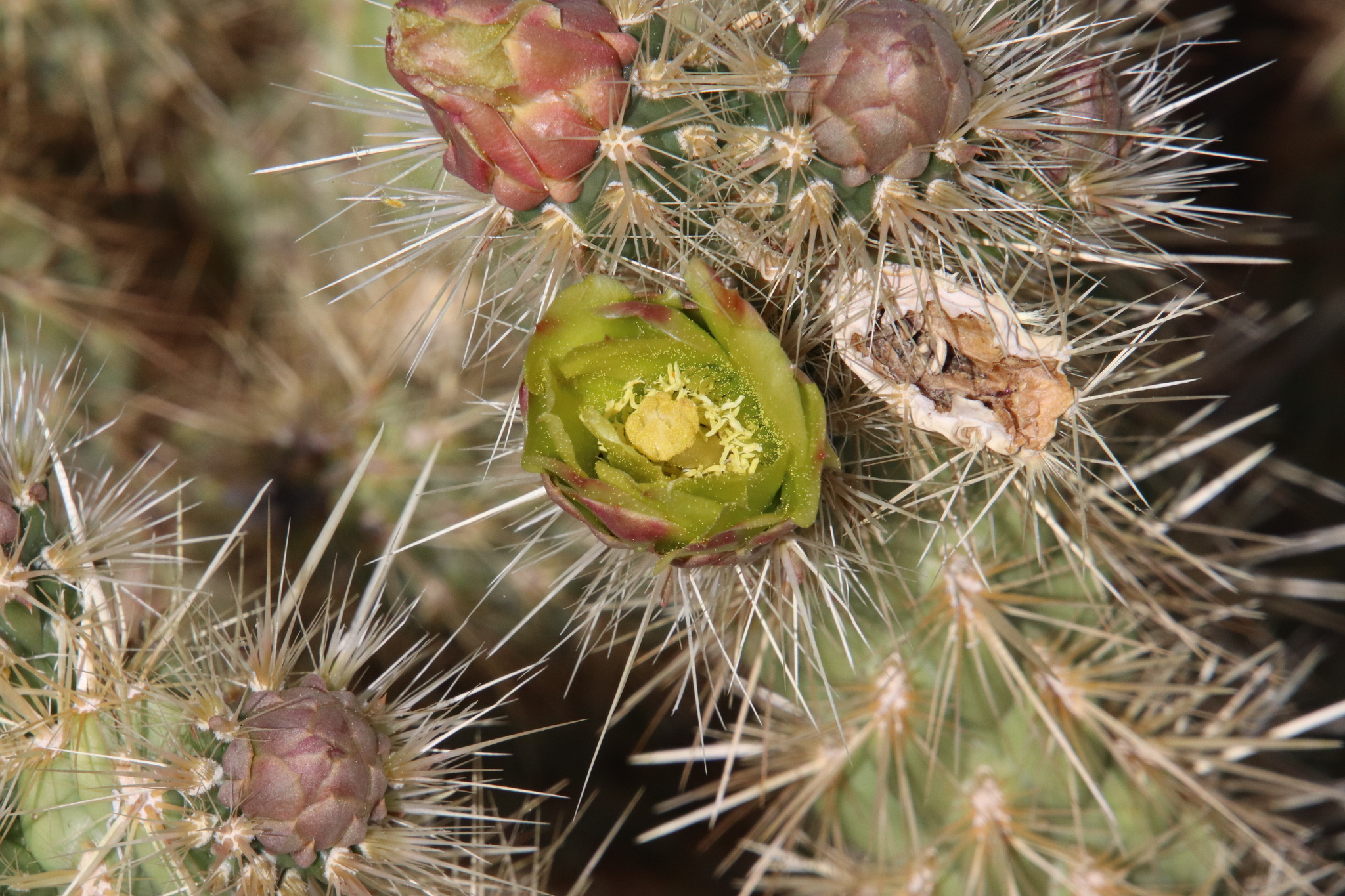
Detalle de la flor

Las flores son de color amarillo verdoso, se abren durante el día (diurnas) y son polinizadas por abejas. Los frutos tienen forma esférica y aunque inicialmente son amarillentos, cuando se secan se tornan de color canela.

## Distribución y hábitat
El área de distribución nativa de esta especie abarca desde el noroeste de México (concretamente en el estado de Baja California) hasta el suroeste de California (Estados Unidos). 

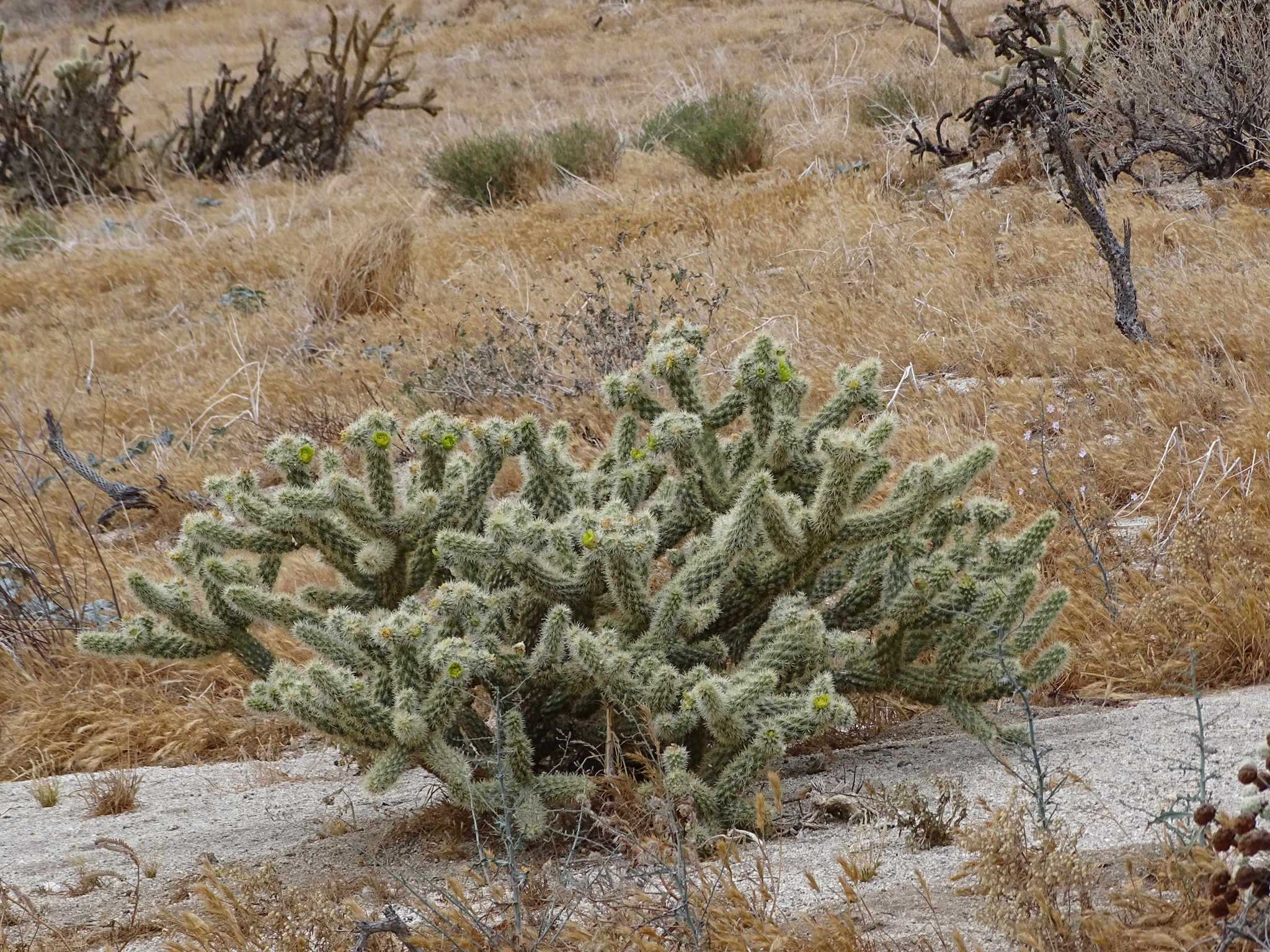
En su hábitat

Crece principalmente en biomas desérticos o de matorrales secos, sobre suelos arenosos, pedregosos o llanuras aluviales, a elevaciones de 100 a 1000 metros sobre el nivel del mar.

## Taxonomía
La primera descripción de esta especie fue como Opuntia acanthocarpa subsp. ganderi, publicada en 1938 por el botánico estadounidense Carl Brandt Wolf en Occasional Papers Rancho Santa Ana Botanic Garden 1: 75.
Posteriormente, los botánicos Jon Paul Rebman y Donald John Pinkava elevaron la subespecie al rango de especie y la colocaron en el género Cylindropuntia, pasando a llamarse Cylindropuntia ganderi. Anotaron estos cambios en la revista científica Journal of the Arizona-Nevada Academy of Science 33: 150 en el año 2001.
Etimología
- Cylindropuntia: nombre genérico formado por dos palabras: el sustantivo griego kýlindros (que significa 'cilindro') y el género Opuntia, (con el que el género tiene similitudes), haciendo referencia a la forma cilíndrica de los tallos de las plantas.
- ganderi: epíteto específico otorgado en honor a Frank F. Gander, zoólogo y botánico, curador del Museo de Historia Natural de San Diego.[7][8]

### Subespecies
Actualmente se distinguen dos subespecies:
| Imagen | Subespecie                                                 | Descripción | Distribución |
| ------ | ---------------------------------------------------------- | --- | --- |
|        | Cylindropuntia ganderi subsp. catavinensis (Rebman) Rebman | Espinas de color crema o anaranjado rosado, rara vez amarillento, tornándose de gris oscuro a casi negro cuando envejecen. Tubérculos de hasta 24 mm de largo. | Noroeste de México (concretamente en el norte del estado de Baja California).                                                 |
|        | Cylindropuntia ganderi subsp. ganderi                      | Espinas mayormente amarillas, tornándose a un marrón claro cuando envejecen. Tubérculos de hasta 32 mm de largo.                                               | Desde el noroeste de México (concretamente en el estado de Baja California) hasta el suroeste de California (Estados Unidos). |

Sinonimia
- Sinónimos de Cylindropuntia ganderi subsp. catavinensis:
  - Cylindropuntia ganderi var. catavinensis Rebman (2001)

- Sinónimos de Cylindropuntia ganderi subsp. ganderi: (no tiene)

## Estado de conservación

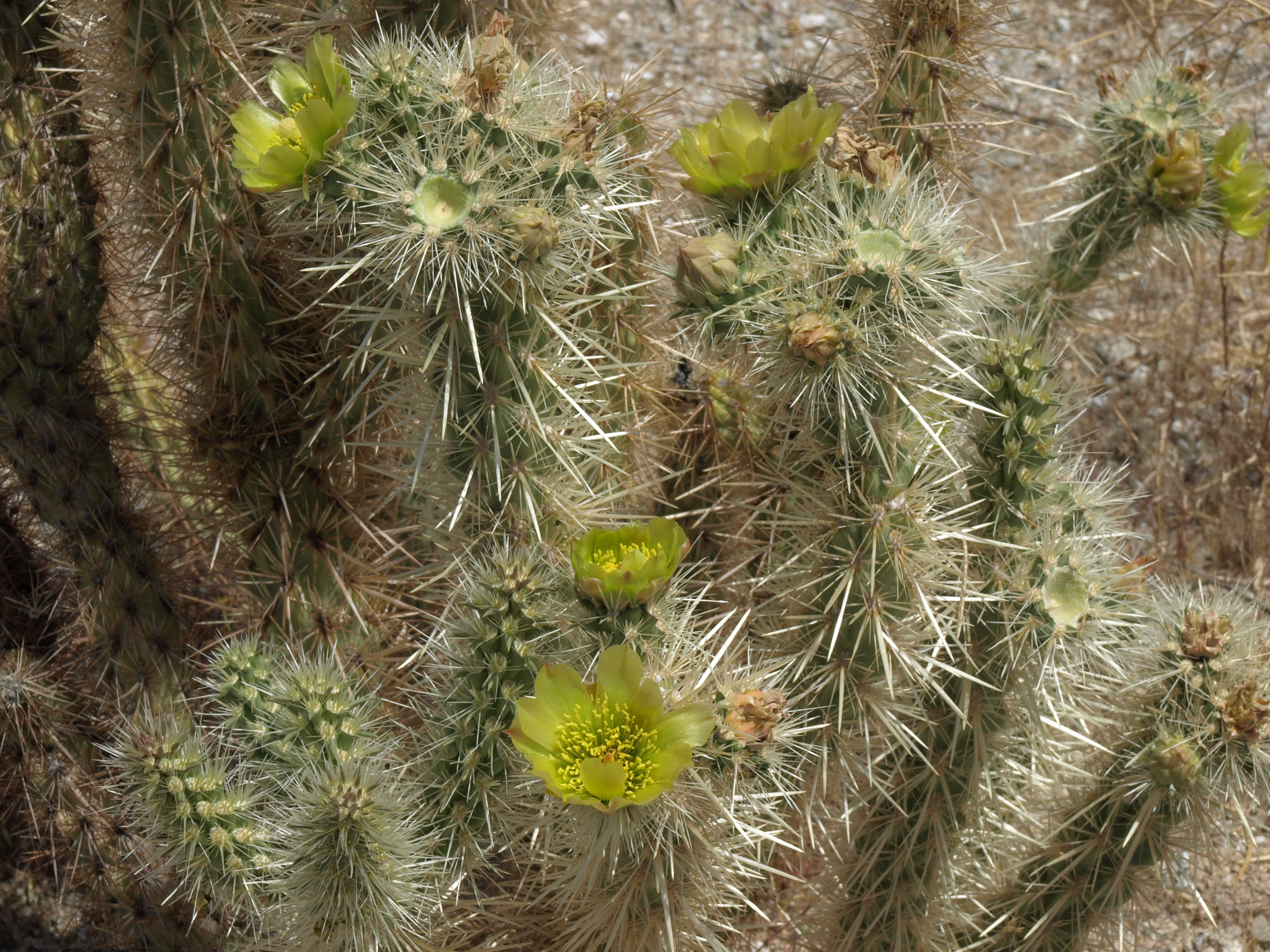
Planta en flor

En la Lista Roja de Especies Amenazadas de la UICN, la especie está clasificada como de “Preocupación Menor (LC)” y no se conocen amenazas importantes para la conservación de esta especie, ya que se encuentra en una distribución muy amplia.

## Usos
Se cultiva principalmente como planta ornamental y su propagación se realiza a través de esquejes.